# Robin Hood (phim 2010)
Robin Hood là bộ phim chiến tranh sử thi Anh-Mỹ năm 2010 dựa trên huyền thoại Robin Hood, do Ridley Scott đạo diễn và các diễn viên gồm Russell Crowe, Cate Blanchett, William Hurt, Mark Strong, Mark Addy, Oscar Isaac, Danny Huston, Eileen Atkins và Max von Sydow. Bộ phim đã được phát hành ở 12 quốc gia vào ngày 12 tháng 5 năm 2010, bao gồm Vương quốc Anh và Cộng hòa Ireland, và cũng là bộ phim mở màn tại Liên hoan phim Cannes 2010 cùng ngày. Phim được phát hành tại 23 quốc gia khác vào ngày hôm sau, trong số đó là Úc, và thêm 17 quốc gia vào ngày 14 tháng 5 năm 2010, trong số đó là Hoa Kỳ và Canada. Bộ phim đã nhận được nhiều nhận xét trái chiều, nhưng đã thu được hơn $320 triệu USD tại phòng vé.